# 東国史略 (朴祥)
『東国史略』（とうごくしりゃく、朝鮮語: 동국사략）は、李氏朝鮮時代中期の儒学者で、訥齋（눌재）と号した朴祥（박상、1474年 - 1530年）が、檀君朝鮮から高麗までの歴史を記録した歴史書。合わせて6巻2冊である。

## 概要
17世紀の金烋による『海東文献総録と18世紀の李徳懋の『青莊館全書』には、「東国史略」と題された書は合わせて5種があり、それぞれ権近、朴祥、李堣（이우）、柳希齡、閔斉仁によるものであった。また、これとは別に、柳仲鄭（유중정、1515年 - 1573年）による書物もあったとされるが、李堣、閔斉仁、柳仲鄭によるものは現存してしない。
朴祥の『東国史略』は、権近が編纂した朝鮮初の『東国史略』と同じ書名であるが、権近のものは三国時代までしか扱わなかったと考えられているのに対し、朴祥のものは高麗時代までを扱っている。
成宗の時代であった1458年に『東国通鑑』が完成した後、国家規模で大規模に歴史書が編纂されることはほとんどなくなり、16世紀に入ると個人が『東国通鑑』を要約、再編する動きが起こった。朴祥の『東国史略』は、柳希齡のものとともに、その代表的な著作であった。
序文も跋文もないため、その編纂の動機や年代ははっきりしておらず、『海東文献総録』と同様に『東国通鑑』をそのまま短縮した歴史書として知られているが、叙述の構成や内容には『東国通鑑』との違いが見られる。特に高麗末期についての認識は『東国史略』の編纂者の立場をよる表わしており、李氏朝鮮の王朝創設に反対して高麗王朝に忠節を貫いた人物を称賛して肯定的に評価する一方で、朝鮮開廷に功を立てた鄭道伝を貶めるなど、朝鮮中期の士林派の主な歴史認識を示している。また、『東国通鑑』に比べると、高麗末期における節義の崇上と異端の排斥に対して、『東国史略』はより柔軟な立場を見せているが、これは『東国通鑑』と『東国史略』がそれぞれ編纂された当時の時代的、地域的、文化的背景に違いがあり、金宗直系列の嶺南士林（『東国史略』）と金宏弼系列の畿湖士林（『東国史略』）の認識がそれぞれ反映されているという指摘が重ねられている。

## 内容

### 編纂時期について
序文も跋文もないため、朴祥が『東国史略』を編纂することになった動機や年代は明らかではない。成立年代について、鄭求福（チョン・グボク、정구복）は中宗9年（1514年）から中宗23年（1528年）の間と推定しており、キム・ハンス（김항수）は朴祥の文集『訥齋集』の｢年譜｣に基づいて朴祥が忠州牧使であった中宗17年（1522年）としている。以後、研究者たちはキム・ハンスの見解に従い中宗17年と見ている。これに対してキム・ボジョンは、『訥齋集』に年譜が収録されたのは『訥齋集』が最後に刊行された高宗12年（1875年）10月のことで、年譜の中宗17年（1522）の記事末尾には、「二つの節（『東国史略』の撰述と『梅月堂金時習文集』の刊行）は年代が未詳であり、とりあえずここに記すが、『史略』は散失した。」と書いている点、朴祥が死ぬ1年前の中宗24年（1529年）に書いた文胡公李坫（문호공 이점）の神道碑の銘に「三家東国の歴史を見てみると、三国末期に豪傑たちが蜂起してそれぞれの土地を占拠し、君長になってその地域に号令をかけた。高麗の太祖が統合し、州府郡県の役人と人々を分けて従わせ、本朝に至ってもその制度にそのまま従った。」として、高麗に起因する制度に言及している点を挙げ、既に中宗23年（1528年）以前に『東国史略』が編纂されたとする鄭求福の主張に異議を提起し、朴祥が言及した「東国の歴史」とは単に『東国通鑑』だけを指すのではなく、『高麗史』、『高麗史節要』など他の高麗関連の歴史書も含めたもので、『東国史略』が『東国通鑑』を略することはしたが、単に短縮しただけではなく、他の歴史書も参考にしたのであろう、と指摘した。

## 中国への伝播
朴祥の『東国史略』は、『朝鮮史略』という題名で中国に伝わった。文禄の役（壬辰倭乱）の当時、明軍の一員として参戦した馮仲纓がこの本を入手して帰国し、明にも知られるようになり、明に伝わった後には『朝鮮史略』と題名が変わり、『四庫全書』にも12巻本体制で収録された。